# خبرگزاری دمیرورن
خبرگزاری دمیرورن (ترکی استانبولی: Demirören Haber Ajansı) یا آژانس خبری دمیرورن، شرکت رسانه‌ای ترکیه‌ای است، که در سال ۱۹۹۹ توسط گروه دمیرارن تأسیس شد.